# Icci (pretor)
|  | No s'ha de confondre amb Icci (gal). |

Icci (en llatí Iccius) va ser un magistrat romà del segle i aC.
Va ser nomenat pretor l'any 44 aC per influència de Marc Antoni, abans de la sortida d'aquest cap a la província de la Gàl·lia Cisalpina al novembre d'aquell any. Li va correspondre la província de Sicília.